# 鄒祖勛
鄒祖勛，贵州郎岱人，中国近代政治人物。
毕业于中央训练团党政毕业班。民国35年（1946年），擔任中华民国遵义府婺川縣縣長。后由徐鍾奇接任。